# Missionnaires de Notre-Dame de La Salette
Pour les articles homonymes, voir Notre-Dame et Notre-Dame de la Salette (homonymie).
Les Missionnaires de Notre-Dame de La Salette (en latin Missionarii Dominae Nostrae a La Salette) constituent une congrégation cléricale de droit pontifical.

## Historique
Après l'apparition de la Vierge à deux jeunes bergers, Maximin Giraud (11 ans) et Mélanie Calvat (13 ans) à La Salette le 19 septembre 1846 et son approbation le 19 septembre 1851 par  de Bruillard, évêque de Grenoble, celui-ci annonce le 1er mai 1852 à ses diocésains la fondation d’un grand sanctuaire comportant une église et une hôtellerie attenante et la constitution de prêtres séculiers pour le service des pèlerins pendant l'été et à la prédication de missions dans les paroisses du diocèse de Grenoble en hiver.
Sylvain Marie Giraud, supérieur général des missionnaires de 1865 à 1876 donne une orientation décisive à la congrégation : auteur spirituel prolifique, il popularise le message de l'apparition et contribue à faire de La Salette un pèlerinage international. En 1872, il rédige des constitutions religieuses qu'il soumet à Paulinier mais aucune suite n'est donnée.
Le 29 janvier 1876, Fava demande aux prêtres d'établir la communauté sur des bases solides et d'en faire une véritable congrégation religieuse avec des constitutions et de déterminer le but exact de l'institut ; les religieux adoptent la règle élaborée par le père Giraud en 1872 en apportant quelques modifications, elle est encore modifiée en 1879 à la demande de la Sacrée Congrégation pour les évêques et réguliers.
La congrégation obtient le décret de louange du pape Léon XIII le 27 mai 1879, puis un décret approbatif par le Saint-Siège le 14 mai 1890, ses constitutions sont définitivement approuvées par Pie X le 29 janvier 1909.
Les lois de la République anticléricale les obligent à émigrer vers les États-Unis, l’Italie, la Belgique et la Suisse. Certaines de ces implantations de la fin du XIXe siècle deviendront elles-mêmes fondatrices.

## Activités et diffusion

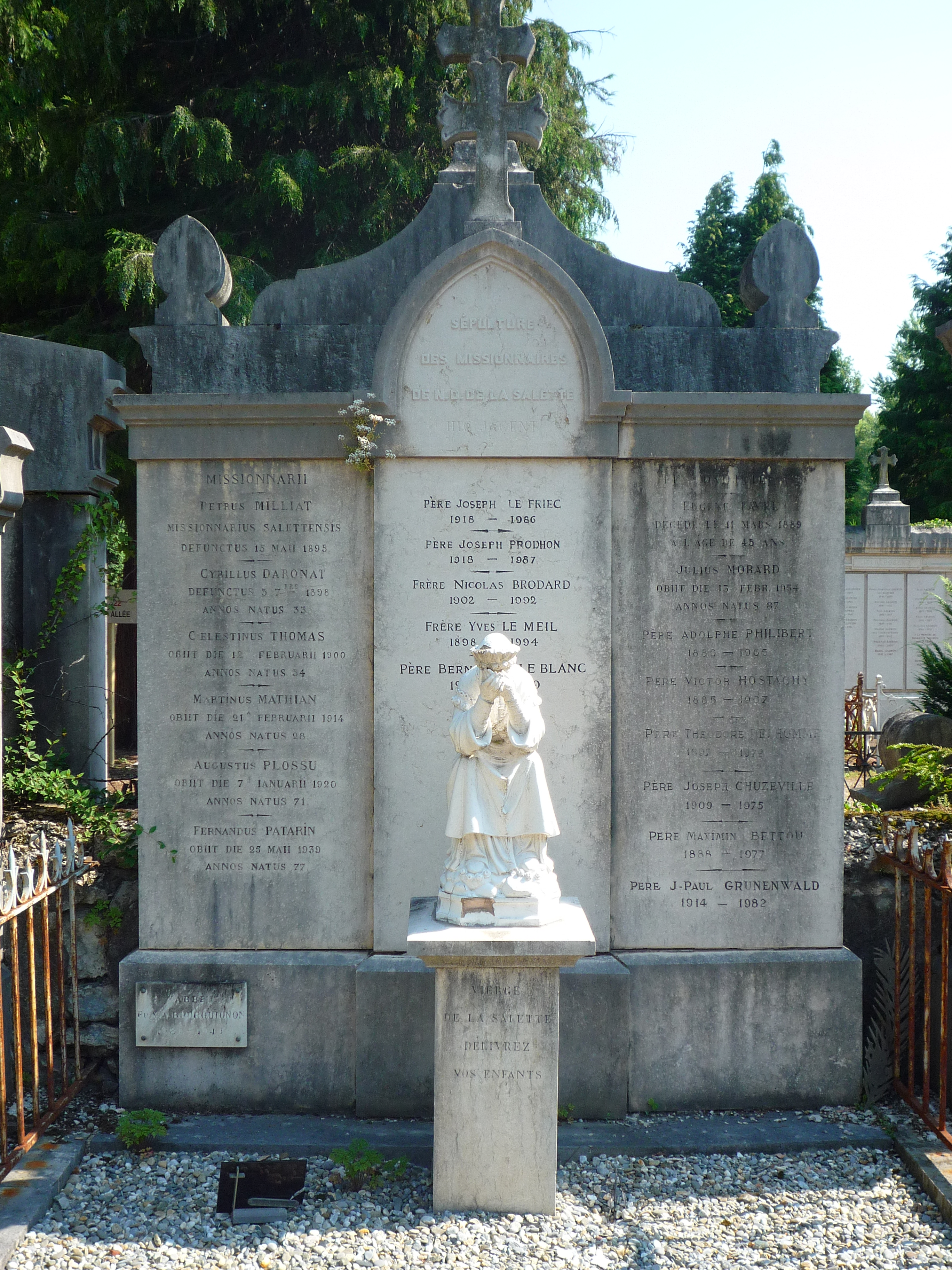
Sépulture des Missionnaires de N.-D. de La Salette au cimetière Saint-Roch de Grenoble.

Les Missionnaires de La Salette se consacrent à la prédication, à la formation du clergé, au ministère paroissiale, aux missions.
- Europe : France, Italie, Pologne, Slovaquie, Suisse, République Tchèque.
- Amérique : Argentine, Bolivie, Brésil, Canada, États-Unis.
- Afrique : Angola, Madagascar, Namibie.
- Asie : Birmanie, Inde, Philippines.

La maison généralice est à Rome à l'église de Notre-Dame-de-La-Salette.
À la fin 2005, la congrégation comptait 224 maisons et 958 religieux dont 700 prêtres.
Le Centre d'Attleboro (Massachusetts, États-Unis) continue ses activités missionnaires.